# چنتوریپه
چنتوریپه (به ایتالیایی: Centuripe) یک کومونه در ایتالیا است که در استان انا واقع شده‌است.

## خصوصیات
چنتوریپه ۱۷۳٫۱۸ کیلومترمربع مساحت و ۵٬۷۷۵ نفر جمعیت دارد و ۷۳۰ متر بالاتر از سطح دریا واقع شده‌است.

## خواهرخوانده
شهر لانوویو خواهرخواندهٔ چنتوریپه هست.